# 199838 Hafili
199838 Hafili è un asteroide della fascia principale. Scoperto nel 2007, presenta un'orbita caratterizzata da un semiasse maggiore pari a 2,7418065 UA e da un'eccentricità di 0,1664796, inclinata di 8,25388° rispetto all'eclittica.